# Cornelia Hale
Cornelia Hale je fiktivni lik stripa i animirane serije W.I.T.C.H. Ona je Čuvarica, dio W.I.T.C.H.-a, grupe tinejdžerica koje čuvaju Kandrakar, centar svemira. Cornelia je "C" u W.I.T.C.H.-u, nazivu grupe sastavljenim od inicijala djevojaka. U engleskoj verziji animirane serije glas joj posuđuje Christel Khalil.
Cornelia živi s roditaljima i mlađom sestrom u prekrasnom stanu u jednoj od najelitnijih četvrti grada Heatherfielda. Iako na prvi pogled površna, Cornelia je vrlo dobra osoba i prijateljica koja je uvijek spremna pomoći.

## Profil
Cornelia ima 14 godina i najstarija je od Čuvarica. Rođena je 10. svibnja te je bik u horoskopu. Ima dugu plavu kosu i plave oči. S ostalim djevojkama pohađa gimnaziju Sheffield. Ide u 3. a razred zajedno s Will, a najdraži predmet joj je povijest. Corneliin otac, Harold Hale, vlasnik je uspješne banke, a njena majka Elizabeth, veoma je stroga žena. Ima mačka Napoleona i sestricu Lilian koja po cijele dane "njuška" po njezinim stvarima te ju neprestano živcira. 
Strast joj je umjetničko klizanje, u čemu je osvojila brojne nagrade. Iako na ledu kao kod kuće, Cornelia se boji vode i ne zna plivati.
Cornelia je odrasla u bogatoj obitelji, pomalo je razmažena i opsjednuta svojim izgledom. Često se prepire s ostalim Čuvaricama jer želi uvijek biti u pravu, dokazivati svoju nadmoć. Pomalo materijalistička osoba, koja jako pazi na svoj izgled i modu. Ima mnogo samopouzdanja i misli da sve može sama. Nije baš optimistična, ali uvijek izlazi iz kriznih situacija sa svojim čvrstim stavom. Također je jako tvrdoglava te je Čuvarica koja će zadnja povjerovati u nešto, što se pokazalo odmah kada su djevojke saznale da su Čuvarice. U dubini duše je vrlo romantična, što dokazuje njena ljubav prema Calebu. On je bio iz Meridijana, drugog svijeta te je baš zato prekinuo njihovu vezu. Cornelia je svim Witchicama draga, iako Irma svojim šalama neprestano stavlja njen miran i razuman karakter na kušnju. 
U stripovima, Cornelia je simpatičnija i dobra prijateljica. Dok je u seriji je razmaženija; može biti zajedljiva i sarkastična, brine za modu, ljepotu i svoj "cool stav", toliko da ponekad vrijeđa prijatelje zbog njihove mode ili izgleda.

## Moći
Cornelia može kontrolirati moć zemlje i utjecati na rast biljaka. Nekoć je čak mogla razgovarati s biljkama. Ima moć telekineze te uspijeva otvarati prolaze kroz zidove. Može pokretati potrese, kontrolirati kamenje, drveće i tlo. Može teleportirati biljke s jednog na drugi planet i ima vizije s drugih planeta. Kada je transformirana ima krila, no kao i druge Čuvarice (osim Hay Lin) ne može letjeti.